# San José del Progreso
San José del Progreso là một đô thị thuộc bang Oaxaca, Mexico. Năm 2005, dân số của đô thị này là 6164 người.